# Благо цара Радована
Благо цара Радована је шеста књига сабраних дијела, српског писца, дипломате и академика Јована Дучића. Према мишљењу многих књижевних критичара, сматра се његовим култним дјелом. Такође, то је данас једно од најчитанијих домаћих класика српске књижевности.

## Тема књижевног есеја
Благо цара Радована је Дучићева збирка филозофско-књижевних есеја, издата 1932. године у којима аутор тумачи различите теме: О срећи, љубави, жени, пријатељству, младости и старости, пјеснику, херојима, краљевима, пророцима. Књига обилује отменим, дискретним и суптилним анализама, духовним контрастима и стилским финесама. У овим есејима је сабрано искуство човјечанства, искристалисано резоновање писца, док је тражио и нудио одговоре на вјечна питања људског смисла и битисања, формиран поглед на свијет, живот и човјека кроз различите сфере његовог постојања.
Кроз различите теме, Дучић преплиће занимљиве појединости из живота великана и ванвременске истине о љубави, срећи, мржњи, пријатељству и много чему другом, стварајући тако непроцењиво књижевно благо.
Благо цара Радована је и једно од најчитанијих дијела српске књижевности. У филозофска промишљања о универзалним темама, уткана је изузетна ерудиција, познавање митологије, филозофије, религије, историје и књижевности. Тако аутор, од грчких божанстава и легенди, учења Платона, Аристотела, Сократа, до књижевности Дантеа, Шекспира, Гетеа – илуструје примере људских стремљења и животне мудрости. Специфични моменти у књизи су и контроверзна схватања о женама која и данас интригирају читаоце.